# 柯洛7
COROT-7(柯洛7)，是一颗位于麒麟座的G9V型恒星，比太阳稍小，距离地球约489光年，视星等为11.7，裸眼无法直接看到它。

## 特征
研究发现COROT-7的表面温度为5275K，质量是太阳的0.93，半径为太阳的0.87，显示这是一颗G9V型恒星。但有一些数据却显示它是一颗KV型恒星。这颗恒星有和太阳几乎一样多的金属量，达到0.03 ± 0.06[M/H]。年龄12－23亿年。

## 行星系统
2009年2月3日，法国柯洛计划利用凌星观测法发现COROT-7有一颗行星—COROT-7b，这颗行星是迄今为止所有已知直径的太阳系外行星中直径最小的，约为地球的1.7倍，深入的观测分析表明它可能是一颗岩石行星，这也是人类所知的唯一一颗在太阳系之外的类地行星。8月24日，COROT-7的另一颗行星—COROT-7c被发现。